# Twierdza Bourtange
Twierdza Bourtange – twierdza gwiazda w holenderskiej miejscowości Bourtange, w prowincji Groningen. Została zbudowana w 1593 r. na zlecenie Wilhelma I Orańskiego. Powstała w celu kontroli jedynej drogi pomiędzy Niemcami a Groningen, które w tym czasie było okupowane przez Hiszpanów. Uczestniczyła po raz ostatni w działaniach wojennych w 1672 r. potem służyła jako element fortyfikacji obronnej na granicy z Niemcami do 1851 roku, następnie została przekształcona w wieś. Obecnie twierdza służy jako obiekt turystyczny.